# Danthonia
Danthonia DC je rod, koji obuhvata vrste trava iz tribusa Danthonieae (Beck) C. E. Hubb. Rod je dobio ime u čast francuskom botaničaru E. Danthoine-u, koji je radio početkom devetnaestog veka.

## Opšte karakteristike
Vrste roda Danthonia su višegodišnje zeljaste busenaste biljke. Cvast je zbijena metlica ili grozd sa malo klasića. Klasići su višecvetni i spljošteni. Najgornji cvet u klasiću je sterilan, a donji cvetovi su hermafroditni. Pleve su zašiljene, kožaste, na leđnoj strani zaobljene, bez rebara, skoro jednake dužine, a nadmašuju vrhovima gornje cvetove. Imaju tri do četiri nerva. Donje plevice su sa dvozubim vrhom. Između zubaca može da se nalazi pljosnata, trakasta oska, koja je u suvom stanju uvijena i kolenasto savijena. Prašnika ima tri. Plod je izduženo jajast, sa jedne strane pljosnat, sa druge zaobljen. 

## Rasprostranjenje
Vrste roda Danthonia se mogu naći na obe hemisfere, u Evropi, Aziji, Africi, Severnoj i Južnoj Americi.

## Vrste
Rod obuhvata oko 30 vrsta:
- .[2]

U Srbiji su zabeležene D. alpina i D. decumbens.

## Spoljašnje veze
- The Euro+Med PlantBase - the information resource for Euro-Mediterranean plant diversity
- Tropicos